# Lorenzo Crico
Lorenzo Crico (Noventa di Piave, 10 novembre 1764 – Venezia, 2 ottobre 1835) è stato un presbitero, poligrafo ed erudito italiano.

## Biografia
Nato a Noventa di Piave nel 1764 da Santo e Maria Benzon, ricevette una buona educazione letteraria nel seminario di Treviso. In seguito all'ordinazione sacerdotale, insegnò per alcuni anni nello stesso seminario lettere italiane e latine. Nel 1792 rientrò a Noventa di Piave, dove si dedicò allo studio dei classici latini e italiani fino al 1797, quando fu nominato arciprete di Fossalunga. 

### Educatore dei contadini
A partire dal secondo decennio dell'Ottocento scrisse numerosi trattati di agricoltura in forma dialogica. Nei suoi scritti Lorenzo Crico sollecitava i proprietari terrieri ad una partecipazione più attiva ai lavori agricoli e ad un'intesificazione degli investimenti di capitali, sosteneva l'alfabetizzazione dei contadini proponendo l'istituzione di scuole comunali, teorizzava l'equivalenza del lavoro domestico (femminile) a quello agricolo (maschile). Tali idee furono alla base di quanto sostenuto da Crico nelle pubblicazioni degli anni venti: solidarismo interclassista, dovere di sottomissione alle autorità politiche, funzione sociale della religione cristiana.

### Canonico
Nel 1824 nominato canonico del duomo di Treviso, il Crico ebbe per diversi anni la direzione dei lavori per la ricostruzione della cattedrale.

### Letterato
Durante gli anni seguenti si dedicò a studi e ricerche sulla letteratura e sulla storia dell'arte, si interessò all'inventario e alla catalogazione dei beni artistici, visitando di persona chiese e palazzi del Veneto. Amico di Antonio Canova, descrisse i lavori di costruzione del tempio di Possagno nella quarta lettera del Viaggetto pittorico... (1822).
Lorenzo Crico schedò una grande quantità di oggetti artistici altrimenti destinati all'oblio e alla distruzione, ed ebbe il merito di correggere molti errori di attribuzione grazie alle ricerche da lui condotte su singoli monumenti. Il volume del 1833, Lettere sulle belle arti trivigiane è dedicato alle architetture religiose e civili, monumenti, affreschi, pitture e sculture della provincia di Treviso.

## Opere
- Lorenzo Crico, La Buccolica di P. Virgilio Marone tradotta in versi italiani..., Venezia, Antonio Zatta, e figli, 1792.
- Lorenzo Crico, Egloghe rusticali, Treviso, Giulio Trento, 1794.
- Lorenzo Crico, L'amico de' contadini Dialoghi d’un piovano, Bassano, Tip. Remondiniana, 1805.
- Lorenzo Crico, La fiera di S. Bartolommeo di Castelfranco egloga rusticale, Bassano, Tip. Remondiniana, 1807.
- Lorenzo Crico, Dialogo sopra la storia di Tobia, Bassano, Remondini, 1808.
- Lorenzo Crico, Della amministrazione delle fabbricerie delle chiese parrocchiali, Bassano, Tip. remondiniana, 1809.
- Lorenzo Crico, La coltivazione del grano-turco, Treviso, Paluello, 1812.
- Lorenzo Crico, Il contadino istruito dal suo parroco, dialoghi, Venezia, Alvisopoli, 1817-1818.
- Lorenzo Crico, Tobia: dialoghi, Venezia, Alvisopoli, 1819.
- Lorenzo Crico, Istruzione di agricoltura pei contadini, Venezia, Alvisopoli, 1820.
- Lorenzo Crico, Mosè: dialoghi rusticali, Venezia, Alvisopoli, 1821.
- Lorenzo Crico, Doveri del contadino lettere di un possidente al suo colono, Venezia, Alvisopoli, 1822.
- Lorenzo Crico, Viaggetto pittorico da Venezia a Possagno, Venezia, Alvisopoli, 1822.
- Lorenzo Crico, Agenzia di campagna lettere di un possidente al suo fattore, Venezia, Alvisopoli, 1825.
- Lorenzo Crico, Elia ed Eliseo, dialoghi rusticali, Treviso, Andreola, 1827.
- Lorenzo Crico, Istruzioni per un castaldo, Treviso, Andreola, 1829.
- Lorenzo Crico, Indicazione delle pitture ed altri oggetti di belle arti degni d'osservazione esistenti nella regia città di Treviso, Treviso, Andreola, 1829.
- Lorenzo Crico, Daniele Esdra e Neemia ed i Maccabei, dialoghi rusticali, Treviso, Andreola, 1830.
- Lorenzo Crico, Descrizione della tavola del Bonifacio che rappr. S. Antonio di Padova che predica dalla noghera in campo S. Piero, Bassano, Baseggio, 1831.
- Lorenzo Crico, Lettere sulle belle arti trivigiane, Treviso, Andreola, 1833.